# CESI
CESI (CEntre de Services Interentreprises) is een Externe Dienst voor Preventie en Bescherming op het Werk in België, met de hoofdzetel in Brussel (Brussels Hoofdstedelijk Gewest, België). Ze is sinds 1968 actief in Wallonië en het Brussels Hoofdstedelijk Gewest.

## Situering
CESI is met 15.000 aangesloten ondernemingen - samen goed voor meer dan 200.000 werknemers - een van de grotere externe diensten voor preventie en bescherming op het werk in België.
Zij zorgt voor de periodieke medische onderzoeken van onderworpen werknemers, en zorgt op het gebied van risicobeheersing voor de domeinen ergonomie, psychosociale belasting, bedrijfsgezondheidszorg, hygiëne & toxicologie, arbeidsveiligheid en milieu.
Er zijn administratieve centra in Bergen, Brussel, Charleroi, Dinant, Doornik, Louvain-la-Neuve, Luik en Virton.